# Terminator 3: Rise of the Machines
Terminator 3: Rise of the Machines (bra: O Exterminador do Futuro 3 - A Rebelião das Máquinas; prt: Exterminador Implacável 3: Ascensão das Máquinas), abreviado como T3, é um filme teuto-britano-estadunidense de 2003, dos gêneros ação e ficção científica, dirigido por Jonathan Mostow e estrelado por Arnold Schwarzenegger, Nick Stahl, Claire Danes e Kristanna Loken. É o terceiro filme da franquia The Terminator, sendo ambientado alguns anos depois dos eventos de Judgment Day.
No filme, a Skynet envia uma exterminadora robótica, a T-X (Loken), de volta no tempo para garantir o surgimento das máquinas, matando membros do alto escalão da futura Resistência humana, que será liderada por John Connor (Stahl). Entre os alvos da T-X está a futura esposa de John, Kate Brewster (Danes), mas não o próprio John, já que seu paradeiro é desconhecido pela Skynet; entretanto, a vida de John passa a correr perigo quando a T-X o avista. A Resistência também envia seu próprio Exterminador (Schwarzenegger) de volta no tempo para proteger John e Kate.
No final de 1995, James Cameron estava interessado em dirigir um terceiro filme da série Terminator. Ele já havia dirigido e co-escrito os filmes anteriores, mas no final das contas ele não teve nenhum envolvimento com Terminator 3. A Carolco Pictures, que detinha metade dos direitos das futuras sequências de Terminator, foi à falência em novembro de 1995. Os donos da Carolco Andrew G. Vajna e Mario Kassar obtiveram os direitos em 1998 e produziram o filme. Em 1999, Tedi Sarafian foi contratado para escrever o primeiro rascunho do roteiro. Jonathan Mostow se juntou ao projeto como diretor em 2001 e trouxe John Brancato e Michael Ferris para reescrever o roteiro de Sarafian. O filme teve um orçamento final de 187,3 milhões de dólares que incluía um salário de 5 milhões de dólares para Mostow e um cachê recorde de 30 milhões para Schwarzenegger. As filmagens aconteceram na Califórnia de abril a setembro de 2002. A Industrial Light & Magic (ILM) e Stan Winston ficaram responsáveis pelos efeitos especiais, como fizeram no filme anterior.
Rise of the Machines teve uma premiere em Westwood, Los Angeles em 30 de junho de 2003 e foi lançado nacionalmente nos Estados Unidos em 2 de julho de 2003 pela Warner Bros. Pictures; em outros países o filme foi distribuído pela Columbia TriStar Film Distributors International sob o selo da Columbia Pictures. A produção arrecadou mais de US$ 433,4 milhões em todo o mundo e foi seguida por uma sequência, Terminator Salvation, em 2009.

## Enredo
Dez anos após destruir a Cyberdyne, John Connor vive recluso. A Skynet envia a T-X para o passado, enquanto a Resistência envia um Exterminador T-101 para proteger John e Kate Brewster.
O T-101 os ajuda a escapar da T-X e revela que o Dia do Julgamento foi apenas atrasado. Eles vão para a Cyber Research Systems, onde o pai de Kate, o General Brewster, ativa a Skynet sem saber. A T-X o fere mortalmente e a Skynet assume o controle.
John e Kate escapam para Crystal Peak. Após uma batalha, o T-101, danificado e reprogramado pela T-X, se desativa para salvá-los. Em Crystal Peak, o T-101 reiniciado se sacrifica para destruir a T-X. Eles descobrem que a Skynet não tem um núcleo físico, mas se tornou autoconsciente no ciberespaço. O Dia do Julgamento começa com um holocausto nuclear, e John e Kate aceitam seus papéis como líderes.

## Elenco
- Arnold Schwarzenegger como Exterminador Modelo 101: repetindo seu papel dos dois primeiros filmes, Schwarzenegger fez sua última atuação no cinema antes de se tornar governador do estado da Califórnia. Em Terminator Genisys (2015), ele voltou a reprisar seu papel.
- Nick Stahl como John Connor: neste filme, Connor vive como um nômade desde que sua mãe, Sarah Connor, faleceu vítima de leucemia, fugindo do futuro que ele supostamente adiou junto com sua mãe antes de sua morte. Stahl substituiu Edward Furlong do segundo filme.
- Claire Danes como Katherine "Kate" Brewster: ex-colega de escola de John na pré-adolescência que trabalha num hospital veterinário, filha do General Brewster. Ela é a única pessoa que pode dar ordens ao Exterminador, uma vez que, no futuro, foi ela quem reprogramou o T-101 para salvar ela e John no passado. Kate, anos mais tarde, se casará com John e irá o ajudar a liderar a Resistência humana contras as máquinas da Skynet.
- Kristanna Loken como a T-X: um robô exterminador de aspecto feminino que volta ao passado para, inicialmente, matar todos os integrantes da futura Resistência humana.
- David Andrews como Tenente General Robert Brewster: pai de Kate, que também é o diretor de programa da CRS. Ele está supervisionando o desenvolvimento de sistemas de defesa digital, incluindo a Skynet.
- Mark Famiglietti como Scott Mason: o noivo Kate Brewster que é morto pela T-X durante sua caça à Kate. O personagem chamava-se originalmente Scott Peterson, mas o nome foi alterado para evitar associação com o caso real do assassino Scott Peterson que matou sua esposa grávida Laci Peterson.[8] Nos créditos finais, seu nome ainda está listado como "Scott Petersen".
- Earl Boen como Dr. Peter Silberman: Boen repete seu papel dos dois primeiros filmes aparecendo em uma única cena tentando confortar Kate depois que ela testemunha os atos do Exterminador. Boen e Schwarzenegger são os únicos atores a aparecerem em todos os três primeiros filmes da franquia Terminator. O filme marcou o último papel de Boen no cinema antes dele iniciar sua carreira como dublador.

## Produção

### Desenvolvimento

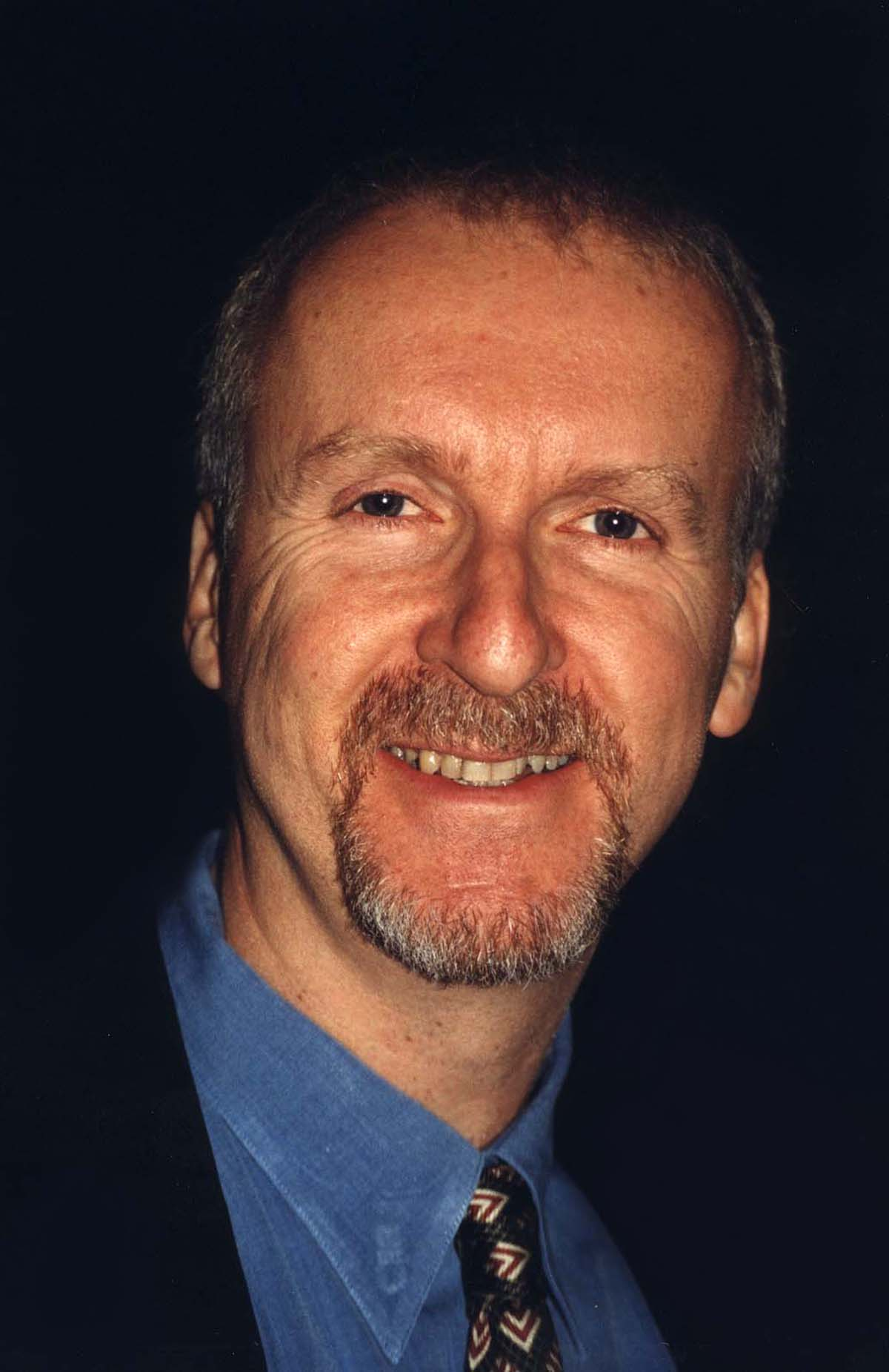
James Cameron (foto de 2000) dirigiu os dois primeiros filmes, mas se recusou a voltar para o terceiro

James Cameron havia dirigido e co-escrito os dois primeiros filmes da franquia Terminator. Os direitos da franquia eram de propriedade da Carolco Pictures e da ex-mulher de Cameron, Gale Anne Hurd, que detinham cinquenta por cento dos direitos. Cameron tinha vendido sua participação para Hurd por um dólar antes de dirigir The Terminator em 1984. Em julho de 1991, enquanto Terminator 2: Judgment Day estava em sua exibição teatral, Cameron disse que se o filme fosse bem sucedido então "pode haver alguma pressão econômica" para fazer uma sequência. No mesmo mês, a produtora executiva Gale Anne Hurd disse: "Sempre achei que a história se prestava maravilhosamente a um conto contínuo"; Hurd acreditava que era natural que um terceiro filme acontecesse, mas não tinha certeza na época se Arnold Schwarzenegger iria repetir seu papel como o Exterminador do Futuro. Ela disse que para Schwarzenegger se comprometer com outro filme, ele teria que ler um roteiro acabado, aprovar um diretor e ver se o projeto se encaixava em sua programação. Em maio de 1992, o co-fundador da Carolco Pictures, Mario Kassar, disse que esperava fazer um filme "Terminator 3" nos próximos cinco a sete anos. A TriStar Pictures, que distribuiu Terminator 2, estaria envolvida no novo filme. Naquele mês, o chefe da TriStar, Mike Medavoy, disse que o filme provavelmente levaria alguns anos para ser realizado.
No final de 1995, a Carolco pediu concordata, e Cameron queria dirigir um terceiro filme com o envolvimento da 20th Century Fox. O filme em 3D de Cameron, "Terminator 2 3-D: Battle Across Time", seria lançado no final de 1996. O projeto reuniu o elenco principal de Judgment Day e levou Cameron a começar a escrever um roteiro para um eventual "Terminator 3". Cameron disse "Terminator 2 3D: Battle Across Time" serviria como um "trampolim" para um terceiro filme da franquia. No entanto, tal filme não estaria pronto por alguns anos, pois Cameron estava ocupado trabalhando em Titanic para a 20th Century Fox.
Quando a Carolco pediu concordata em 10 de novembro de 1995, seus ativos foram destinados a um leilão de liquidação. Naquele dia, a 20th Century Fox assinou um acordo de US$ 50 milhões para adquirir todos os ativos da Carolco, incluindo os direitos das sequências de Terminator, bem como a biblioteca de filmes existente da empresa. A Fox retirou sua oferta em janeiro de 1996, quando o Canal + ofereceu US$ 58 milhões pela biblioteca de filmes da Carolco. A oferta do Canal + não incluía a compra dos direitos das sequências de filmes da Carolco, mas a Fox queria todos os ativos da Carolco e não estava disposta a igualar ou exceder a oferta de compra feita pelo Canal +. Os direitos das sequências seriam leiloados no tribunal de falências dos Estados Unidos, onde a Fox pretendia comprá-los.
O novo filme Terminator teria Schwarzenegger reprisando seu papel. Linda Hamilton também conversou com Cameron sobre reprisar seu papel como Sarah Connor. Durante 1997, a Fox passou nove meses negociando com Cameron, Schwarzenegger e Hurd, com a última tendo diálogos em relação à sua parte nos direitos da sequência. Bill Mechanic, presidente da Fox Filmed Entertainment, supervisionou o projeto e as negociações na época; Mechanic queria que o trio se envolvesse no novo filme, então ele procurou primeiro fechar negócios com eles antes de prosseguir com a compra dos direitos da Carolco. Mechanic também acreditava que um acordo com o trio lhe daria a força necessária junto ao tribunal de falências dos Estados Unidos para adquirir os direitos da Carolco. Naquela época, Cameron se comprometeu a escrever e produzir o filme, e se reservou no direito de dirigi-lo caso desejasse.
A Fox pretendia fazer um novo filme Terminator com um orçamento semelhante ao de seu antecessor, cerca de US$ 95 milhões. No entanto, foi determinado que o filme não poderia ser feito com o orçamento pretendido, considerando o custo adicional de compra dos direitos da Carolco, bem como o cachê de US$ 25 milhões desejado por Schwarzenegger. Em algum momento, Schwarzenegger conversou com Cameron sobre os dois comprando os direitos eles mesmos, mas Cameron não estava interessado na ideia e queria deixar a Fox cuidar disso. Schwarzenegger disse sobre a Fox: "Só mais tarde eu soube que eles estavam fazendo essas ofertas ridículas, como US$ 750.000. Nós poderíamos ter adquirido isso nós mesmos, mas Jim [apelido de Cameron] não queria estar naquele negócio".

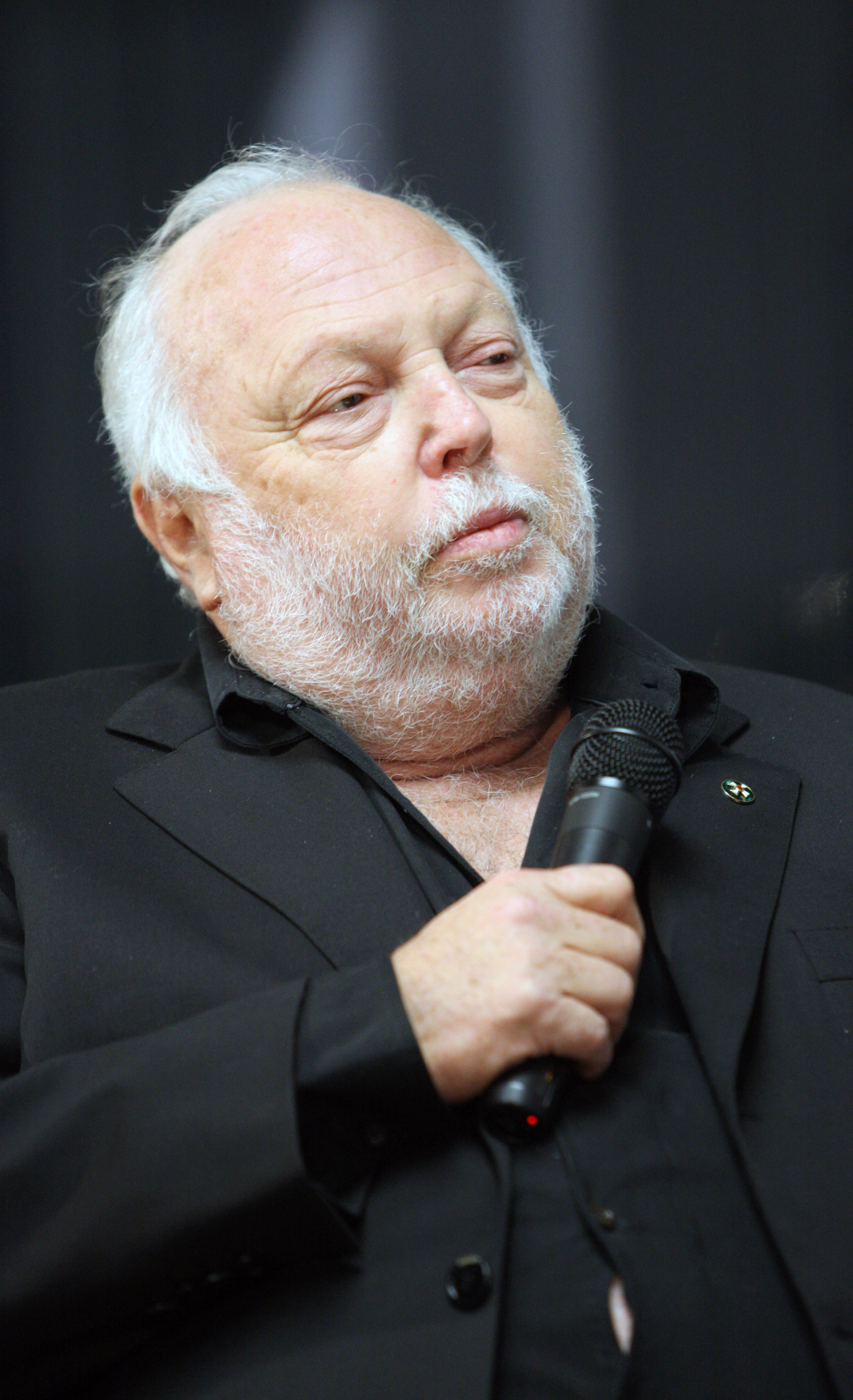
Andrew Vajna em 2013

A Dimension Films, uma divisão da Miramax, concordou em comprar os direitos que pertenciam a Hurd e também pretendia comprar os direitos da Carolco por meio do leilão. No entanto, um juiz decidiu contra uma moção anterior que afirmava que apenas um estúdio estabelecido deveria ser autorizado a licitar pelos direitos da Carolco. Isso permitiu que Andrew G. Vajna participasse da licitação. Vajna foi cofundador da Carolco com Kassar, mas deixou a empresa em 1989.
Em setembro de 1997, Cameron convidou seus amigos Vajna e Kassar para ver uma das primeiras exibições de Titanic, durante a qual Vajna e Kassar souberam que os direitos da franquia Terminator ainda estavam disponíveis para negociação. Naquele mês, Mechanic descobriu que Vajna estava negociando discretamente com o tribunal de falências para adquirir os direitos para ele e Kassar; a dupla planejava formar uma nova produtora com a produção de um "Terminator 3", tendo o filme como o primeiro trabalho do novo estúdio. Durante setembro de 1997, Vajna assinou um acordo provisório de US$ 7,5 milhões para comprar os direitos, que seriam vendidos posteriormente em um leilão programado para o mês seguinte. Mechanic ficou chateado ao saber do acordo de Vajna, tendo passado meses em negociações com Schwarzenegger, Cameron e Hurd. Cameron também ficou chateado, pois Vajna e Kassar não mencionaram sua intenção de comprar os direitos durante o encontro dias antes. Isso levaria à deterioração de suas amizades. Vajna disse mais tarde que não sabia que Cameron já estava planejando um terceiro filme da série Terminator. A Miramax saiu da licitação quando Vajna aumentou sua oferta para US$ 8 milhões.
Em outubro de 1997, as preocupações orçamentárias com um "Terminator 3" e a problemática pós-produção de Cameron de Titanic para a Fox levaram os dois a abandonar o projeto "Terminator 3" e desistirem de comprar os direitos. Mechanic perguntou a Cameron se ele queria que a Fox cobrisse o lance de Vajna, mas Cameron decidiu que não queria se envolver no projeto. Mechanic acreditava que Cameron "só aguentava firme no final por causa de Arnold e do controle de qualidade. Era algo que Arnold sempre queria fazer de novo. Ponto final. E Jim estava mais do que feliz em fazer isso". Cameron deu sua aprovação para que Hurd e Schwarzenegger fizessem outro filme da franquia Terminator sem ele, embora Schwarzenegger não quisesse fazer o filme sem Cameron, e inicialmente se recusou a estrelar um terceiro filme.
Com o tempo, Schwarzenegger continuaria tentando persuadir Cameron a se envolver no novo filme. Em 2003, Cameron disse que sentia que já havia contado toda a história com seus dois primeiros filmes Terminator, algo que ele percebeu durante a pós-produção de Titanic. Cameron declarou mais tarde: "Eu apenas senti como um cineasta que talvez tenha ido além. Eu realmente não estava tão interessado. Senti que tinha contado a história que queria contar. Suponho que poderia ter continuado mais agressivamente e fui para o tapete por isso, mas eu senti como se estivesse trabalhando na casa de outra pessoa até certo ponto, porque eu tinha vendido os direitos muito cedo". No entanto, sentindo que o personagem Exterminador era tanto de Schwarzenegger quanto dele, Cameron acabou aconselhando Schwarzenegger a fazer o terceiro filme sem ele, dizendo: "Se eles conseguirem fazer um bom roteiro e pagarem muito dinheiro, não pense duas vezes". O filme estava em alta demanda de acordo com Schwarzenegger, que disse ser frequentemente questionado em entrevistas sobre a possibilidade de um terceiro filme.
Em outubro de 1997, os direitos dos futuros filmes da franquia Terminator foram leiloados para Vajna por US$ 8 milhões. Hurd se opôs à tentativa de Vajna de comprar os direitos e tentou, sem sucesso, mudar a opinião de Cameron sobre a compra dos direitos. Na noite em que os direitos foram leiloados, Vajna contatou Cameron e Schwarzenegger para resolver a situação; Vajna ficou surpreso pelo fato de Cameron ficar chateado com a venda dos direitos, dizendo mais tarde: "Que diferença faz para Jim quem está financiando o filme, um estúdio ou nós? O negócio dele teria sido o mesmo. Arnold tentou convencer Jim por um longo período de tempo para fazer o filme. Arnold se sentiu muito leal". Vajna disse que Cameron "sentiu que 'roubamos seu bebê', embora tenhamos sido nós que o montamos da última vez. Então, sentimos que era meio estranho e então passamos a fazer isso nós mesmos".
Cameron disse em janeiro de 1998 que era improvável que dirigisse Terminator 3. Em março de 1998, Vajna e Kassar adquiriram a outra metade dos direitos de Terminator de Hurd por US$ 8 milhões, para se tornarem proprietários plenos da franquia, com planos de prosseguir com um terceiro filme. Hurd acabou atuando como produtora executiva no filme. Kassar e Vajna contataram Cameron com a esperança de que ele fosse o diretor, mas ele recusou. De acordo com Kassar, Cameron estava tentando obter os direitos leiloados de Terminator para si mesmo no momento em que foi convidado a dirigir. Cameron e sua empresa, a Lightstorm Entertainment, haviam considerado tentar obter os direitos, mas acabou optando por não fazê-lo; estimou-se que adquirir os direitos e pagar a Schwarzenegger para repetir seu papel poderia custar até US$ 100 milhões.

### Pré-produção
Em 1999, Kassar e Vajna estavam negociando com vários estúdios sobre a parceria no projeto, mas decidiram finalizar o conceito e o roteiro do filme primeiro. Eles fundaram a C2 Pictures naquele ano, e em outubro de 1999, eles trouxeram Toho-Towa e a empresa alemã VCL a bordo do projeto como co-financiadores. Essas duas últimas empresas ajudaram a financiar o desenvolvimento de um roteiro de Tedi Sarafian, que foi contratado para o filme em 1999, junto com David C. Wilson para um possível quarto filme da franquia. A Fox conversou com Vajna e Kassar sobre a compra dos direitos deles para Cameron; Mechanic disse que essas discussões nunca eram sérias. Também foi relatado que a Fox e Cameron estiveram em discussões com Vajna e Kassar sobre a parceria no filme. Vajna e Kassar aceitaram uma proposta da Fox, mas ela se desfez quando Toho-Towa e VCL foram trazidos para o projeto, já que as últimas empresas compraram os direitos de distribuição para o filme no Japão e na Alemanha, os maiores mercados fora do Estados Unidos. Kassar e Vajna pretendiam prosseguir no filme com ou sem Schwarzenegger, embora Kassar preferisse que ele estivesse envolvido. As filmagens deveriam começar em 2000 para um lançamento no ano seguinte.
Em março de 2000, foi anunciado que a VCL teria vinte e cinco por cento de participação no filme, bem como os direitos em territórios de língua alemã. Na época, Sarafian estava a dias de terminar seu rascunho e Kassar esperava anunciar um diretor em quarenta e cinco dias. As filmagens ainda deveriam começar mais tarde naquele ano, com um lançamento agendado para o quarto trimestre de 2001. Kassar queria que Terminator 3 e um eventual "Terminator 4" fossem filmados ao mesmo tempo, possivelmente com diretores diferentes. Os planos de filmar o filme e sua sequência simultaneamente foram abandonados por conta da preocupação de Terminator 3 não se tornar um sucesso. Mais tarde, em 2000, o início da produção de Terminator 3 foi adiado por um ano.
O roteiro de Sarafian, intitulado "T-3: Rise of the Machines", apresentava John Connor trabalhando em uma empresa pontocom. O vilão do roteiro foi o T-1G, uma Exterminadora feminina enviada do futuro, com a capacidade de ficar invisível. Em julho de 2000, Cameron recebeu uma cópia do roteiro de Sarafian, mas ele novamente se recusou a dirigir o filme devido ao seu relacionamento distante com Vajna e Kassar. Cameron afirmou mais tarde que se recusou a dirigir ou produzir Terminator 3 porque não gostou da ideia de trabalhar com o script de outra pessoa em uma história que ele originou. De acordo com Schwarzenegger, Cameron recusou o envolvimento no projeto porque não queria se comprometer com um prazo, pois estava ocupado e tinha outros projetos que gostaria de explorar. Outros diretores que foram considerados em 2000 para o filme foram Ang Lee, Christian Duguay, David Fincher, Ridley Scott e Roland Emmerich; Lee recusou o projeto para se dedicar à direção de Hulk (2003). A Intermedia foi anunciada como co-financiadora em outubro de 2000.
Embora a produção estivesse programada para começar em 2001, ela foi adiada por conta de uma possibilidade de ocorrer uma greve de roteiristas, que acabou não ocorrendo; havia também a possibilidade de uma greve de atores e as filmagens estavam programadas para começar após o fim desta. Em março de 2001, Jonathan Mostow e seu parceiro de produção Hal Lieberman estavam em negociações para ingressar no projeto como diretor e produtor, respectivamente; Mostow disse que "não era tímido" quando começou a trabalhar no projeto, como ele lembrou mais tarde: "Eu disse: 'Aqui está o filme que vou fazer, eis como farei. Se você não quiser fazer do meu jeito, deve encontrar um diretor diferente'". Mostow estava preocupado com o roteiro de Sarafian e se recusou a começar as filmagens até que estivesse perfeito.
Mostow convidou seus colegas de faculdade John Brancato e Michael Ferris para refazer o roteiro; eles assinaram contrato para reescrevê-lo em junho de 2001. Sarafian ainda recebeu os créditos da história, embora muito de seu rascunho tenha sido reescrito e cenas foram adicionadas para torná-lo mais como um road movie, cumprindo a visão de Mostow para o filme. Brancato disse que houve uma consideração inicial dada a ignorar o formato básico dos filmes anteriores, removendo aspectos de viagem no tempo e máquinas assassinas do futuro: "Nós tentamos todos os tipos de cenários malucos [...] Mas para ser honesto, simplesmente não estava funcionando". A ideia de um robô exterminador feminino foi mantida no rascunho de Sarafian, embora Mostow não gostasse da ideia de Sarafian de que o personagem pudesse ficar invisível, dizendo: "Isso não é visceral". O filme faz uma referência sutil à idade de Schwarzenegger, retratando seu personagem como um exterminador do futuro obsoleto em comparação com a T-X; Mostow disse: "É sempre bom se você consegue que seu protagonista ou herói seja completamente derrotado".
Em dezembro de 2001, várias empresas competiram pelos direitos de distribuição do filme. Os chefes de cada grande estúdio foram convidados naquele mês para uma reunião secreta em um hotel para ler o roteiro e fazer uma oferta pelos direitos; a Fox se recusou a participar da reunião, por lealdade a Cameron. A Warner Bros. ganhou os direitos de distribuição nos Estados Unidos naquele mês, com as filmagens programadas para começar em abril de 2002. A Columbia TriStar Film Distributors International posteriormente adquiriu a maioria dos direitos de distribuição internacional, incluindo aqueles que teriam sido administrados pela VCL, que estava sofrendo financeiramente na época.
O orçamento de produção do filme foi inicialmente definido em torno de US$ 170 milhões, tornando-o o filme mais caro a receber o sinal verde na época (embora Titanic tivesse saído mais caro em 1997, ele foi aprovado com um orçamento inicialmente menor, custando posteriormente US$ 200 milhões). Os custos incluiriam o pagamento das dívidas da Carolco, bem como um salário de US$ 5 milhões para Mostow e um cachê recorde de US$ 30 milhões para Arnold Schwarzenegger. Os direitos de distribuição foram vendidos por US$ 145 milhões, enquanto os US$ 25 milhões restantes seriam cobertos por Vajna, Kassar e a Intermedia. As declarações orçamentárias do filme estimam o custo final em US$ 187,3 milhões (ou US$ 167,3 milhões excluindo os gastos gerais de produção). Os acordos de publicidade indireta, com empresas como PepsiCo e Toyota, ajudaram a gerar lucros; em várias de suas cenas, o filme apresenta com destaque a então nova caminhonete Toyota Tundra. Além de seu salário recorde de US$ 30 milhões, Schwarzenegger também recebeu mais vinte por cento dos lucros do filme. Inicialmente, o filme deveria ter uma filmagem de com duração de cem dias, com sessenta e dois dias em Vancouver e trinta e oito em Los Angeles; o elenco e a equipe em geral concordaram que não queriam se mudar da Califórnia, então US$ 8 milhões foram cortados do orçamento, permitindo que as filmagens ocorressem inteiramente no estado. Outro benefício de filmar em Los Angeles é que o filme se passaria por lá. Foi anunciado em fevereiro de 2002 que as filmagens aconteceriam inteiramente na Califórnia.

### Escolha de elenco
Arnold Schwarzenegger assinou com o projeto em junho de 2000, após ler o rascunho de Sarafian. Edward Furlong assinou contrato em agosto de 2000, para repetir seu papel como John Connor do filme anterior. No entanto, em dezembro de 2001, o elenco iniciou buscas para um novo ator em substituição a Furlong, que foi retirado do projeto por causa de um problema que ele enfrentava com drogas. O ator foi removido pela Warner Bros., que estava preocupada que seus problemas com drogas divulgados pudessem prejudicar o projeto. Furlong declarou mais tarde: "Eu não sei [o que aconteceu]. Simplesmente não era o momento. Eu estava passando por minhas próprias coisas naquele ponto da minha vida. Seja o que for, simplesmente não era para ser".
De acordo com Mostow, Furlong foi considerado, mas o diretor queria começar do zero com um novo ator, já que John seria retratado como "um personagem muito diferente agora". O diretor descreveu o personagem como alguém que carregou o fardo de ser um líder no futuro, dizendo "é muito solitário porque ninguém mais no mundo sabe sobre isso ou acredita nisso. Mesmo que ele tentasse explicar a alguém, eles achariam que ele era louco e esse é um personagem muito interessante". Mostow queria que o personagem tivesse alma e ele acreditava que Nick Stahl era o ator certo para o papel. Embora John Connor tenha sido descrito com dez anos de idade a mais em relação a Terminator 2, Furlong era na verdade vários anos mais velho do que isso. Para Terminator 3, Mostow questionou se a idade atual do personagem deveria ser fiel ao que foi escrito antes; após algumas considerações, Mostow escolheu tornar o personagem um pouco mais velho para Terminator 3, para ser consistente com a idade real de Furlong. O filme afirma que John tinha 13 anos durante os eventos do filme anterior. Mostow disse que tentou evitar ao máximo a discrepância de idade no filme. Alguns fãs ficaram desapontados com a decisão de descartar Furlong, enquanto outros ficaram indignados com a mudança de idade.
Em novembro de 2000, Linda Hamilton disse que recusou uma oferta para repetir seu papel como Sarah Connor. Hamilton disse em outubro de 2001 que o roteiro não levava sua personagem em novas direções: "O filme é realmente sobre entregar o bastão ao filho de Sarah, John, interpretado por "Eddie" Furlong. É o filme de Eddie e de Arnold. Foi como uma situação sem saída para mim". Ela também foi dissuadida pelo fato de que Cameron não teria nenhum envolvimento no filme. Hamilton mais tarde explicou sua decisão de não repetir seu papel: "Eles me ofereceram um papel. Eu li e sabia que meu arco de personagem estava tão completo nos dois primeiros, e no terceiro era um personagem insignificante. Ela morreu no meio do caminho e não houve tempo para lamentar por ela. Era meio descartável, então eu disse não, obrigado". Quando Mostow assinou como diretor, uma de suas condições foi que Hamilton repetisse o papel dela. No entanto, ele percebeu que a personagem não teria mudado muito desde o filme anterior e que ela não iria contribuir muito para a história, declarando mais tarde: "Linda Hamilton é muito importante para a franquia para colocá-la como a terceira protagonista"; Mostow percebeu que John Connor precisaria ser o foco da história, embora a cena do mausoléu também tenha sido adicionada como uma forma de integrar o personagem de Hamilton à história. Previa-se que cenas antigas de Hamilton do segundo filme fossem usadas para cenas de flashback de John Connor, mas Mostow disse que esses flashbacks tornariam a história "ainda mais complicada".
Quando Schwarzenegger foi chamado ao escritório de Kassar e Vajna em abril de 2001, ele não esperava que eles trouxessem Terminator 3 devido ao longo período de desenvolvimento do filme. Em vez disso, ele queria conversar com os produtores sobre seus interesses políticos, incluindo uma possível candidatura como governador da Califórnia nas eleições estaduais de 2002. No entanto, a pré-produção estava ocorrendo, com o roteiro quase concluído e fechando acordos para merchandising e distribuição; Schwarzenegger adiou seus planos para governador, que eventualmente se concretizaram com a eleição de revogação para governador da Califórnia em 2003. Em vez disso, o ator combinou a produção do filme com a promoção da Proposição Estadual 49, que defendia o aumento da atividade extracurricular nas escolas da Califórnia. Às vezes, Schwarzenegger até recebia políticos, jornalistas e potenciais financiadores da proposta no set de filmagem. Durante a pré-produção, Schwarzenegger trabalhou diariamente para se preparar para o papel, para ficar na mesma forma física em que estava quando filmou os filmes anteriores. Schwarzenegger sentiu que era importante estar na mesma condição física que estava no filme anterior, dizendo: "Caso contrário, as pessoas diriam: 'Ele perdeu o controle; ele está todo flácido', e isso seria tudo que qualquer um falaria sobre isso. Eu não queria ser digitalizado, porque alguém iria tagarelar, e estaria em todas as colunas [de jornais]. Então, eu apenas trabalhei mais duro".
Aproximadamente dez mil mulheres fizeram o teste para o papel da robô T-X. Schwarzenegger originalmente queria que a estrela do wrestling Chyna retratasse a T-X. Famke Janssen posteriormente emergiu como a candidata mais provável para o papel. Após o lançamento de The Fast and the Furious em 2001, estrelado por Vin Diesel, foi considerada a possibilidade de reescrever a personagem da T-X como um robô masculino com Diesel atuando. No início de 2002, Kristanna Loken foi escalada como a T-X, enquanto Stahl foi escalado como John Connor. Stahl fez o teste cerca de cinco vezes e passou por três testes de tela, antes de receber o papel em definitivo. Outros atores considerados para o papel de John Connor incluíram Shane West, Jake Gyllenhaal, e Logan Marshall-Green. Para fazer o filme, Stahl treinou com armas e aprendeu a andar de motocicleta; Stahl não pretendia personificar o desempenho anterior de Furlong. Para seu papel, Loken passou por seis semanas de treinamento, envolvendo erguimento de pesos, treinos de luta e manuseio de armas; ela também aprendeu técnicas de Krav magá e ganhou catorze libras de músculo. Além disso, Loken ainda fez um curso de mímica para aperfeiçoar os movimentos robóticos de sua personagem.
Jonathan Mostow pensava desde o início a atriz Claire Danes para o papel de Kate Brewster, mas o esforço inicial para envolvê-la não funcionou. Sophia Bush foi escalada para o papel e Mostow se mostrou mais animado com sua participação do que qualquer outro personagem. No entanto, durante as filmagens, Mostow sentiu que a aparência e desempenho de Bush pareciam muito jovens para o papel; o diretor disse: "Eu tentei tudo que pude para fazê-la parecer mais velha, mas no final das contas a câmera não mente. Então eu tive que substituí-la e foi de partir o coração porque esta seria uma oportunidade de estrelato para ela". Depois de ler o roteiro, Danes finalmente decidiu se juntar ao elenco para interpretar Kate. Bush foi substituída por Danes em maio de 2002, um mês depois das filmagens; Danes começou a filmar um dia depois que ela foi contratada.

### Filmagens
As filmagens começaram em 15 de abril de 2002. A primeira noite de filmagem envolveu a cenas do Extermiandor de Schwarzenegger atropelando a T-X fora do hospital veterinário, que foi construído como um cenário no bairro Sunland-Tujunga em Los Angeles. Inicialmente, Mostow estava um pouco hesitante em seguir os passos de Cameron como diretor, mas ele acabou deixando de lado essas preocupações e disse mais tarde: "Todo mundo vai ver este filme e fazer comparações, mas eu não posso controlar nada disso". Arnold Schwarzenegger sentiu falta de trabalhar com Cameron e inicialmente não tinha o mesmo tipo de confiança em Mostow quando as filmagens começaram; no entanto, durante a primeira semana de filmagem, Schwarzenegger se convenceu de que Mostow era uma escolha adequada.
O desenhista de produção Jeff Mann e sua equipe de 350 pessoas projetaram e construíram vários cenários para o filme durante um período de quatro meses antes das filmagens. O Los Angeles Center Studios foi um importante local de filmagem, já que a produção usou seis estágios de som por lá. Pelo menos três estágios de som foram ocupados pelo projeto em todos os momentos durante a filmagem e em um ponto todos os estágios estavam em uso para a filmagem. Em junho de 2002, cenas de direção foram filmadas no Rose Hills Memorial Park em Whittier, Califórnia. As filmagens também aconteceram no Parque Nacional de Big Bend, no Texas. Algumas sequências usam mais de mil trilhas de áudio simultâneas.
Nick Stahl teve poucas cenas durante as semanas iniciais de filmagem, dando-lhe tempo para trabalhar em seu físico. Schwarzenegger treinou durante as pausas para o almoço para manter sua aparência física; ele tinha um trailer de seis metros com uma pequena academia dentro, onde ele se exercitava entre as filmagens. Schwarzenegger também executou muitas de suas próprias acrobacias, algo que gostava de fazer. Uma das acrobacias mais elaboradas e coreografadas foi idealizada por Mostow e o coordenador de acrobacias Simon Crane; a cena envolve a T-X dirigindo um guindaste móvel de cem toneladas descendo uma rua em busca de John Connor. Durante a cena, o Exterminador de Schwarzenegger se agarra ao braço do guindaste enquanto ele é girado, jogando-o contra um prédio de vidro e um caminhão de bombeiros que passa. Quatorze câmeras foram usadas para a tomada em que ele bate em um prédio de vidro, já que a equipe de filmagem teria apenas uma chance de filmar, o que foi o caso de muitas das acrobacias do filme. Schwarzenegger gostou de filmar a cena e chamou-a de "inacreditável", enquanto afirmava: "Usamos todas as precauções de segurança, mas houve situações difíceis, muitas vezes"; a perseguição de rua foi filmada em um conjunto de quatrocentos metros de estradas e edifícios, construídos em uma fábrica da Boeing em Downey, Califórnia. O confronto final do filme entre os dois robôs exterminadores se passa em um banheiro de mármore e aço; a visão de Mostow para a cena era ter o banheiro completamente destruído pelos exterminadores até o final de sua batalha. A cena levou quatro semanas para ser ensaiada e duas semanas para ser filmada. No início de setembro de 2002, algumas cenas foram filmadas no Aeroporto Internacional de San Bernardino.
Como nos filmes anteriores, os robôs exterminadores chegam nus depois de viajar no tempo. Uma das cenas de abertura do filme se passa no bar Desert Star, onde o Exterminador de Schwarzenegger vai em busca de roupas; esta cena foi filmada no bar Cowboy Palace localizado no Vale de São Fernando. O bar e restaurante Sierra Inn, em Agua Dulce, Califórnia, também foi usado para fotos externas do Desert Star. A última cena a ser rodada foi a que a T-X chega nua na Rodeo Drive em Beverly Hills, Califórnia; Mostow disse que filmar a cena discretamente foi um desafio devido à popularidade turística da Rodeo Drive. Os cineastas tiveram que esperar cinco meses antes de finalmente receberem autorização para filmar a cena; a rua teve que ser fechada para que as filmagens ocorressem. As filmagens ocorreram em cem dias conforme o programado e foram concluídas em 8 de setembro de 2002.

### Efeitos
O filme apresenta mais de seiscentas tomadas de efeitos especiais. A Industrial Light & Magic - a ILM, e os estúdios de Stan Winston criaram os efeitos especiais, como fizeram no filme anterior. Winston criou os efeitos especiais do Exterminador e também projetou o T-1, uma das primeiras máquinas do Exterminador que aparece nas instalações do CRS perto do final do filme. Mostow disse sobre o T-1: "Eu queria retratar a primeira geração de robôs Exterminadores, para mostrar onde tudo começou. [...] Nós criamos esta máquina robótica primitiva, mas mortal, que é parte tanque, parte robô". Winston criou cinco robôs T-1 funcionais de tamanho real, cada um controlado por sistemas hidráulicos. A equipe de Winston também projetou a estrutura do endoesqueleto da T-X, bem como suas armas. Certas sequências envolvendo fogo e explosões foram consideradas perigosas demais para Schwarzenegger e Loken interpretarem, então Winston e sua equipe construíram réplicas de robôs em tamanho real dos atores para tais cenas. O adiamento do início da produção de sua data anterior de 2001 permitiu a Winston mais tempo para desenvolver os vários efeitos especiais. A ILM usou esculturas em miniatura e imagens geradas por computador (CGI) para criar vários efeitos visuais para breves cenas ambientadas no futuro, retratando a guerra pós-apocalíptica entre humanos e máquinas. Os efeitos da ILM incluíram os endoesqueletos dos exterminadores vistos durante a guerra futura. Os endoesqueletos foram criados inteiramente por meio de CGI.
Uma cena bastante desafiadora para a equipe de efeitos visuais foi a que ocorreu no cemitério, onde a T-X assume a aparência do noivo de Kate, antes de se transformar em sua aparência original; a cena exigia várias tomadas repetidas da mesma área com o uso de movimentos de câmera controlados que eram os mesmos para cada tomada. Outra cena difícil mostra o exterior de metal líquido da T-X descascando para revelar seu endoesqueleto; a equipe de efeitos visuais levou seis meses para desenvolver um método que simulasse adequadamente a cena. Pablo Helman, supervisor de efeitos visuais da ILM, disse: "Não tínhamos nenhum aplicativo para criar e controlar fluxos de metal líquido, então tivemos que começar determinando a densidade, peso, forma e massa deste material, e como ele se moveria nessas condições. Foi um processo muito complicado". Outra cena mostra o veículo do guindaste capotando no final da sequência de perseguição na estrada; a equipe de produção determinou que seria muito perigoso e impraticável usar o veículo real durante esta parte da sequência, então a ILM recriou digitalmente o guindaste usando fotos do veículo real.
Uma cena mostra o T-101 abrindo a cavidade torácica para remover uma bateria de célula de combustível com defeito, enquanto dirige a caminhonete ao mesmo tempo. Para a cena, a equipe de Winston usou cyber scans para criar uma réplica do dublê de corpo de Schwarzenegger que se sentaria no banco do motorista; Schwarzenegger estava situado na parte de trás da caminhonete e sua cabeça e braços eram visíveis no banco da frente para dar a impressão de que ele estava conectado ao corpo. Várias cenas durante a batalha no bunker usaram CGI para simular os exterminadores; Helman disse que a cena exigia "uma quantidade enorme de efeitos visuais para ser realizada e, em algumas fotos, grandes seções do banheiro são totalmente geradas por computador". Mostow disse que a batalha foi "na verdade uma sequência muito mais complicada do ponto de vista dos efeitos visuais que o público jamais perceberá". Uma combinação do corpo real de Schwarzenegger, próteses e CGI foram usados para criar o T-101 para sua cena final no filme.

## Lançamento

### Marketing e merchandising
Um teaser trailer foi lançado em julho de 2002, seguido por um trailer completo em dezembro. Em maio de 2003, vários festivais foram realizados em Cannes para promover o filme. Também foi realizado um evento publicitário que incluiu robôs de metal de três metros, bem como comentários de Schwarzenegger sobre o filme. Bonecos dos personagens de Terminator 3 foram produzidos pela McFarlane Toys.
Vários videogames foram baseados no filme. Um jogo de ação homônimo foi lançado pela Atari para Xbox, PlayStation 2 e Game Boy Advance. Um jogo de tiro em primeira pessoa intitulado Terminator 3: War of the Machines foi lançado para Microsoft Windows. Um terceiro jogo, intitulado Terminator 3: The Redemption, foi lançado em 2004 para Xbox, PlayStation 2 e GameCube.
No fim de semana do lançamento do filme, os pilotos da NASCAR Jamie McMurray e Michael Waltrip dirigiram cada um carros com um logotipo "T3" do filme durante as corridas no Daytona International Speedway. Os carros apresentavam semelhanças com os personagens de Schwarzenegger e Loken.[carece de fontes?]

### Estreia nos cinemas
Terminator 3: Rise of the Machines teve sua estreia no Mann Village Theatre em Westwood, Los Angeles em 30 de junho de 2003. Nos Estados Unidos, o filme foi lançado pela Warner Bros. em 3.504 cinemas em 2 de julho de 2003. As exibições do filme para a imprensa eram muito limitadas antes do lançamento.

## Recepção

### Comercial
O filme ganhou um bruto mundial de US$ 433,4 milhões, 17% menos que seu antecessor Terminator 2: Judgment Day, que por sua vez acumulou US$ 520,8 milhões (sem considerar a inflação).

### Crítica
O site agregador de críticas Rotten Tomatoes relatou uma taxa de aprovação de 69% com uma classificação média de 6,55/10 com base em 207 comentários; o consenso do site diz: "Embora T3 nunca alcance as alturas do segundo filme, é uma adição bem-vinda à franquia Terminator". No Metacritic, o filme recebeu uma pontuação 66/100, com base em 41 críticas, indicando "críticas geralmente favoráveis". O público pesquisado pelo CinemaScore deu ao filme uma nota média "B+" em uma escala de "A+ a F".
Pouco depois do lançamento do filme, James Cameron descreveu o filme como "em uma palavra: ótimo", mas após o lançamento do filme seguinte, Terminator Salvation, Cameron afirmou que sentiu que seus dois primeiros filmes foram melhores do que os filmes posteriores. O crítico de cinema A. O. Scott, do jornal The New York Times, disse que o filme "é essencialmente um filme B, contente em ser barulhento, burro e óbvio"; Roger Ebert deu ao filme duas estrelas e meia, observando: "Essencialmente [o filme é] uma longa perseguição e luta, pontuada por diálogos cômicos, exagerados ou simplistas".

### Prêmios e indicações
| Ano  | Premiação                              | Categoria                | Resultado | Recipiente(s)         | Ref.    |
| ---- | -------------------------------------- | ------------------------ | --------- | --------------------- | ------- |
| 2004 | Prémios Teen Choice                    | Ator de cinema escolhido | Indicado  | Arnold Schwarzenegger | [ 137 ] |
| 2004 | MTV Movie Awards                       | Melhor sequência de ação | Indicado  |                       | [ 138 ] |
| 2004 | ASCAP Film and Television Music Awards | Melhor filme blockbuster | Venceu    | Marco Beltrami        |         |

## Trilha sonora
Todas as músicas compostas por Marco Beltrami exceto "The Terminator" e "I Told You".
| Terminator 3: Rise of the Machines (Original Motion Picture Soundtrack) |                                                           |                 |         |  |
| N.º                                                                     | Título                                                    | Original artist | Duração |  |
| 1.                                                                      | "A Day in the Life"                                       |                 | 3:41    |  |
| 2.                                                                      | "Hooked on Multiphonics"                                  |                 | 1:47    |  |
| 3.                                                                      | "Blonde Behind the Wheel"                                 |                 | 2:07    |  |
| 4.                                                                      | "JC Theme"                                                |                 | 3:34    |  |
| 5.                                                                      | "Starting T-1"                                            |                 | 1:50    |  |
| 6.                                                                      | "Hearse Rent a Car"                                       |                 | 1:48    |  |
| 7.                                                                      | "T-X's Hot Tail"                                          |                 | 3:39    |  |
| 8.                                                                      | "Graveyard Shootout"                                      |                 | 1:31    |  |
| 9.                                                                      | "More Deep Thoughts"                                      |                 | 0:58    |  |
| 10.                                                                     | "Dual Terminator"                                         |                 | 0:51    |  |
| 11.                                                                     | "Kicked in the Can"                                       |                 | 2:03    |  |
| 12.                                                                     | "Magnetic Personality"                                    |                 | 4:35    |  |
| 13.                                                                     | "Termina-Tricks"                                          |                 | 2:12    |  |
| 14.                                                                     | "Flying Lessons"                                          |                 | 0:56    |  |
| 15.                                                                     | "What Do You Want on Your Tombstone?"                     |                 | 1:19    |  |
| 16.                                                                     | "Terminator Tangle"                                       |                 | 3:21    |  |
| 17.                                                                     | "Radio"                                                   |                 | 2:23    |  |
| 18.                                                                     | "T3"                                                      |                 | 3:17    |  |
| 19.                                                                     | "The Terminator" (from the motion picture The Terminator) | Brad Fiedel     | 2:21    |  |
| 20.                                                                     | "Open to Me" (bonus track)                                | Dillon Dixon    | 3:46    |  |
| 21.                                                                     | "I Told You" (bonus track)                                | Mia Julia       | 3:11    |  |
| Duração total:                                                          | Duração total:                                            | Duração total:  | 51:22   |  |

Marco Beltrami compôs a partitura musical, que ainda utilizou o leitmotiv de Brad Fiedel. A trilha sonora do filme foi disponibilizada pela Varèse Sarabande em 24 de junho de 2003.
Músicas não incluídas na trilha sonora
- "Dat Funky Man" (interpretada por William Randolph III; letras de Jonathan Mostow)
- "Sugar" (interpretada por Peter Beckett; letras de Jonathan Mostow)
- "Party" (interpretada por Peter Beckett)
- "Can't Hide This" (interpretada por Mega Jeff)
- "Macho Man" (interpretada por Village People)
- "The Current" (interpretada por Blue Man Group com Gavin Rossdale)[140]